# Balatonfüred
Balatonfüred (hongrois : Balatonfüred [ˈbɒlɒtonˌfyrɛd] ; allemand : Bad Plattensee ; slovaque : Blatenské Teplice) est une localité hongroise située dans le comitat de Veszprém, au bord du lac Balaton.
Considérée comme la « capitale de la rive nord du Balaton », Balatonfüred est la plus ancienne station balnéaire du lac. Elle figure au sixième rang des destinations touristiques les plus fréquentées de Hongrie en nombre de nuitées passées dans les hébergements commerciaux. Sa renommée tient autant à sa proximité avec le Balaton qu'à ses eaux chaudes acidulées contenant des hydrogénocarbonates, du calcium et du magnésium qui soulagent et guérissent les troubles circulatoires et les maladies cardio-vasculaires. La ville dispose également d'un port de plaisance de grande importance.

## Nom et attributs

### Toponymie
Le nom Füred provient à l'origine du mot hongrois archaïque für ou fűr, désignant la caille (Coturnix coturnix), et signifiait donc « lieu aux cailles ». Cependant, en raison du développement de la culture thermale autour des sources d'eau minérale locales — puis du rôle croissant de la ville comme station balnéaire sur les rives du Balaton — le toponyme a été réinterprété au XIXe siècle comme étant lié au mot fürdő (« bain », « établissement thermal »).
Cette évolution sémantique a inspiré la création de nombreux toponymes composés à travers la Hongrie et les régions limitrophes, tels que Biharfüred, Káptalanfüred, Lillafüred, Mátrafüred ou Tátrafüred, désignant tous des stations thermales ou climatiques.

## Site et localisation

### Topographie et hydrographie
Balatonfüred est située sur la rive nord du lac Balaton, dans un paysage vallonné entre collines et coteaux. Le territoire communal s'étend entre les hauteurs du Tamás-hegy, du György-hegy et du Péter-hegy, ainsi que le secteur viticole de l'Öreg-hegy.
Les montagnes de 300 à 400 m mettent la ville à l'abri des vents du nord créant un micro-climat doux. La péninsule de Tihany se projette dans le lac et forme une baie protégée.

## Histoire
Le site de Balatonfüred était déjà habité à l'époque préhistorique. Les premiers occupants identifiés sont les Romains, dont plusieurs ruines et tombes témoignent de la présence dans la province de Pannonie. Le nom de Füred apparaît pour la première fois en 1211 dans un document relatif aux biens de l'abbaye de Tihany. Au Moyen Âge, le territoire actuel était partagé entre plusieurs villages : Füred, Arács, Kék, Magyaré, Papsoka et Siske. L'un des plus anciens hameaux, aujourd'hui disparu, s'élevait sur les rives du ruisseau Kéki, où subsiste encore la source du même nom, aujourd'hui exploitée dans les vignobles.
Les sources minérales furent mentionnées dès 1717, puis à nouveau en 1729. Une analyse réalisée en 1722 reconnut leur valeur thérapeutique. Dès cette époque, un établissement de bain en bois accueillait les curistes, rapidement remplacé par une maison en pierre dotée de chambres à louer, puis par un bâtiment à deux étages.

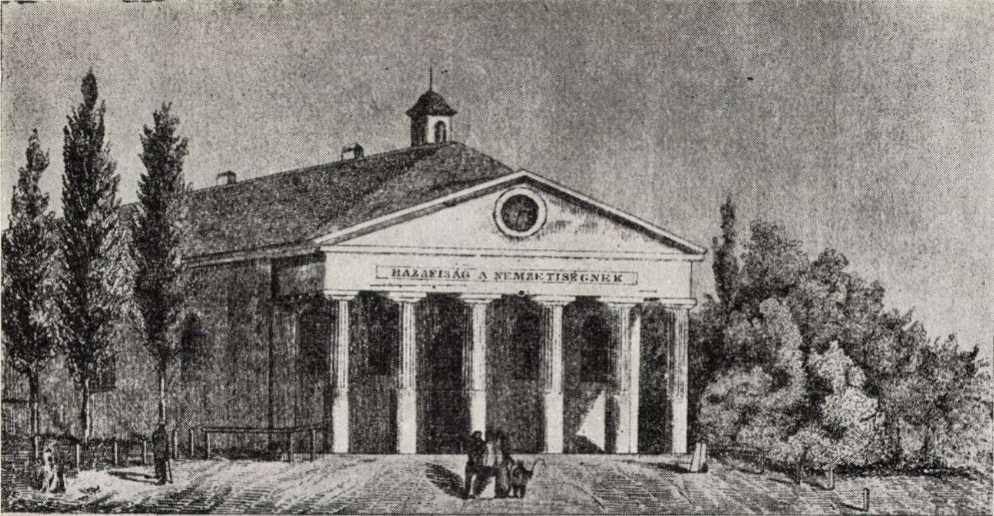
Le théâtre en 1860.

La ville connut son apogée au XIXe siècle, notamment à l'époque des réformes politiques (1825–1848). Elle devint un lieu de villégiature prisé des hommes politiques – comme István Széchenyi, Ferenc Deák ou Miklós Wesselényi –, des écrivains, avocats et artistes, et un centre de sociabilité aristocratique et bourgeoise. Le grand écrivain Mór Jókai y possédait une villa dans laquelle il rédigea son célèbre roman L'Homme de l'or, en partie situé sur les rives du Balaton ; la maison est aujourd'hui un musée.
C'est à Balatonfüred que fut organisé pour la première fois le bal d'Anna (Anna-bál), le 26 juillet 1825, par János Horváth de Szentgyörgy en l'honneur de sa fille Anna. Cet événement mondain est devenu une tradition toujours vivante aujourd'hui. La même année, un théâtre en bois fut construit pour distraire les estivants, puis, en 1831, fut érigé le théâtre en dur de Balatonfüred, premier théâtre de pierre de Transdanubie, grâce aux dons de Sándor Kisfaludy, au soutien populaire et aux fonds de l'abbaye. Ce théâtre joua un rôle central dans la promotion de la langue hongroise.

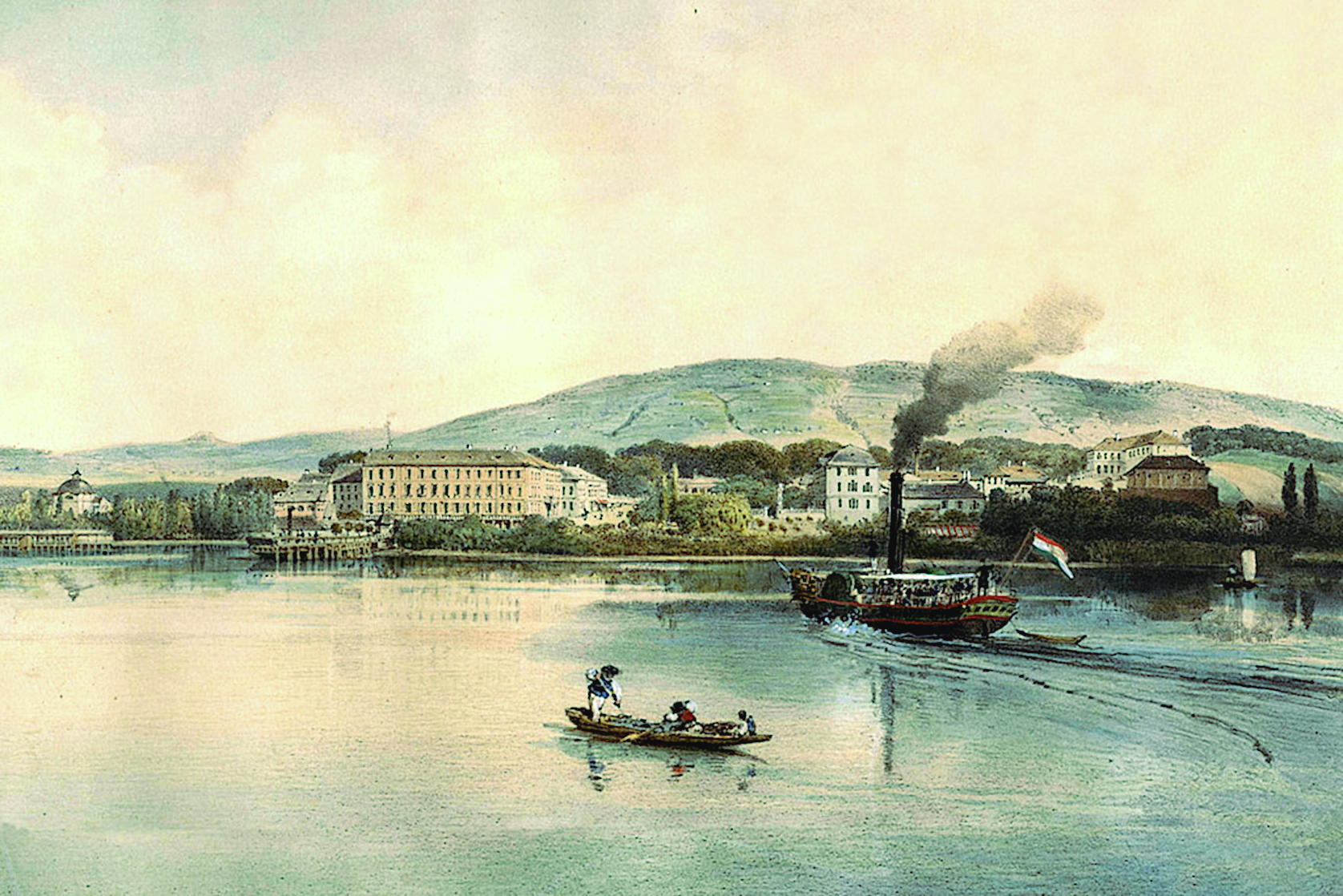
Le Kisfaludy devant Balatonfüred.

En 1846, Széchenyi lança sur le lac le premier bateau à vapeur du Balaton, le Kisfaludy, reliant Balatonfüred à Keszthely. Un chantier naval fut établi, et la ville devint l'un des centres du yachting hongrois. Le premier club de voile, le Stefánia Yacht Club, ouvrit en 1884.
Une salle de soins thermaux fut construite en 1878, puis un hôpital spécialisé dans les maladies cardiaques y ouvrit ses portes en 1913. Celui-ci proposait soins hydrothérapeutiques, cures de boisson pour affections digestives et biliaires, et allait devenir l'un des centres de cardiologie les plus renommés du pays. Parmi les curistes célèbres figurent le poète slovaque Pavol Országh Hviezdoslav, le géologue français François Sulpice Beudant, le romancier tchèque Jaroslav Hašek, ainsi que le poète indien Rabindranath Tagore, qui planta un tilleul dans le parc de l'hôpital en 1926 après y avoir été soigné. Cette tradition fut poursuivie par Salvatore Quasimodo en 1961, puis par plusieurs personnalités politiques indiennes (Zakir Hussain, V. V. Giri, Indira Gandhi).
Durant l'entre-deux-guerres et après 1945, Balatonfüred poursuit son développement. Une nouvelle phase de croissance débute dans les années 1960, avec notamment l'accueil du 27e rassemblement du FICC en 1966 et la construction d'un vaste camping. En 1971, la ville est officiellement reconnue comme station balnéaire et thermale nationale. Elle porte depuis 1987 le titre de « Ville internationale de la vigne et du vin ».
Aujourd'hui encore, l'hôpital cardiologique demeure à la pointe, pratiquant la réhabilitation post-opératoire, les examens électrophysiologiques, l'implantation de stimulateurs, de défibrillateurs automatiques et de stents, ainsi que les coronarographies et autres interventions en cardiologie interventionnelle.
Les habitants vivent principalement du tourisme, du thermalisme, de la viticulture (notamment dans l'aire d'appellation Balatonfüred-Csopak), mais aussi de la construction et réparation de voiliers, une tradition ancienne dans la ville.

## Population

### Minorités culturelles et religieuses
Selon le recensement de 2011, la population de Balatonfüred se composait à 86,5 % de Hongrois, 2,5 % d'Allemands, 0,5 % de Roms et 0,3 % de Roumains. Environ 13,3 % des habitants n'ont pas déclaré leur appartenance ethnique.
D'après les données du recensement de 2022, 85,8 % des habitants se déclaraient Hongrois, 2,1 % Allemands, 0,4 % Roms, et 0,1 % respectivement Roumains, Ruthènes, Croates, Polonais, Ukrainiens et Slovaques. Par ailleurs, 3,4 % des habitants se revendiquaient d'une autre nationalité non autochtone et 13,9 % n'ont pas répondu à la question. (Le total peut excéder 100 % en raison des identités multiples.)
Sur le plan religieux, en 2011, la population se répartissait entre 39,7 % de catholiques romains, 13,1 % de protestants réformés (calvinistes), 2,8 % de luthériens (évangéliques), 0,4 % de grecs-catholiques, 15 % de personnes sans appartenance religieuse et 27,6 % de non-répondants.
En 2022, les proportions ont évolué : 30,8 % se déclaraient catholiques romains, 10,9 % réformés, 2,6 % évangéliques, 0,5 % grecs-catholiques, 0,1 % juifs, 1,2 % chrétiens d'autres confessions, 0,7 % autres catholiques, 11,5 % sans religion et 41,5 % n'ont pas répondu à la question.

## Équipements

### Éducation
Balatonfüred dispose d'un réseau scolaire développé, comprenant trois écoles primaires (école Miklós Radnóti, école réformée, école Loránd Eötvös), un lycée général (Lajos Lóczy), un lycée professionnel (Saint Benoît) ainsi qu'une école de musique portant le nom du chef d'orchestre János Ferencsik.

### Vie culturelle
- Bal d'Anna
- Concours de poésie Quasimodo. Depuis 1993 un concours de poésie est organisé en l'honneur de Salvatore Quasimodo. Le poème gagnant est traduit en italien.
- Le trophée Ruban bleu est l'un des événements phares de l'été. C'est la régate la plus longue de l'Europe. Les voiliers font le tour du lac (env. 200 km, à vol d'oiseau 160 km). La première régate fut organisée le 27 juillet 1934.

### Santé et sécurité

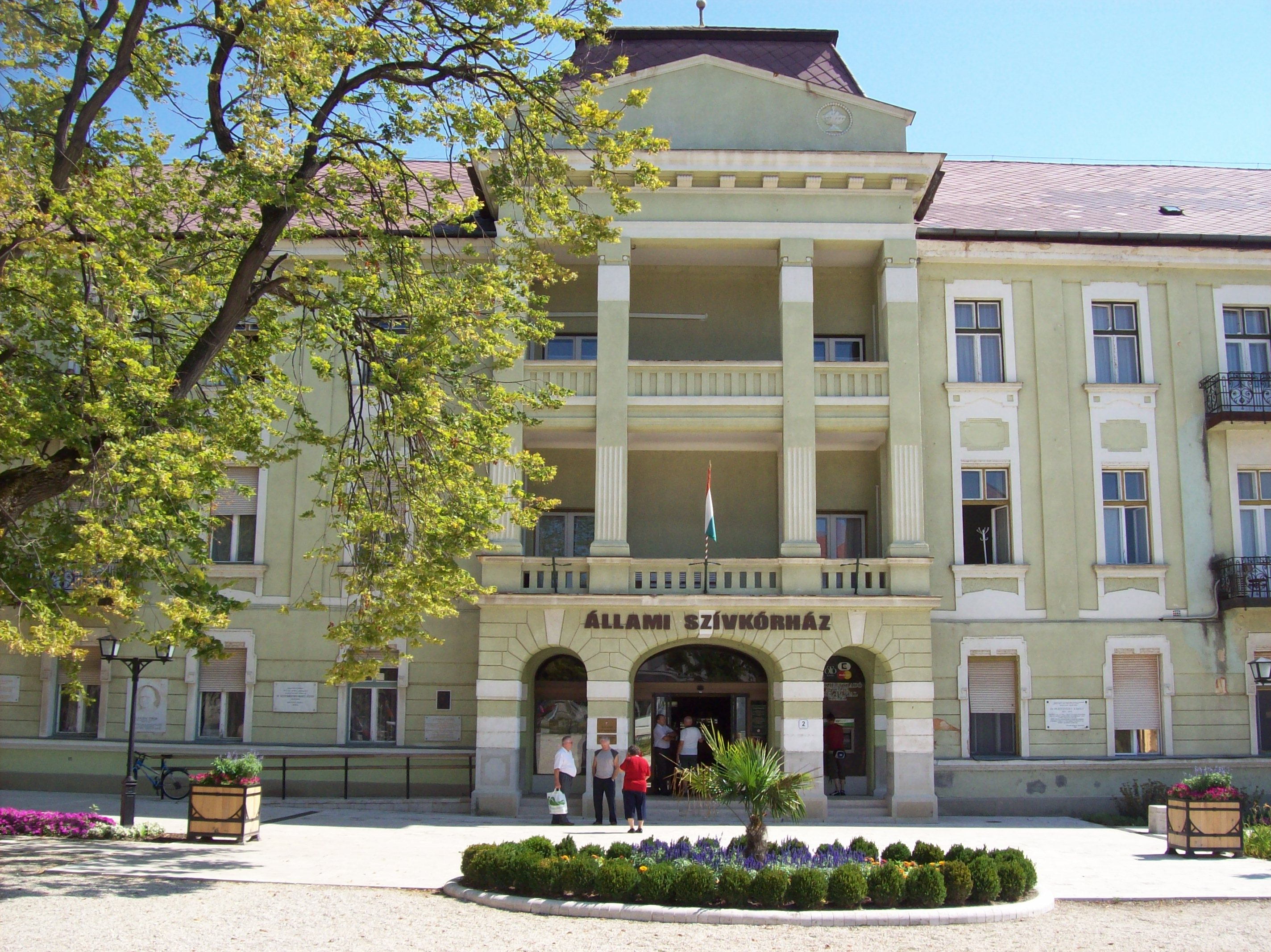
Le szívkórház, Hôpital national des maladies cardiaques.

L'Hôpital national des maladies cardiaques de Balatonfüred est l'un des plus importants du pays. De nombreux patients y ont retrouvé la santé, parmi lesquels le poète indien Rabindranath Tagore, lauréat du prix Nobel, dont le nom est aujourd'hui associé au parc thermal. Il est complété par un centre de consultations spécialisées.

### Réseaux intra-urbains
La ville possède également un réseau de neuf lignes de bus urbains, exploité par Volánbusz Zrt.. Une station de taxis se trouve à la gare, et plusieurs stations-service sont situées le long de la route 71, notamment en face de l'hôtel Marina.

### Réseaux extra-urbains

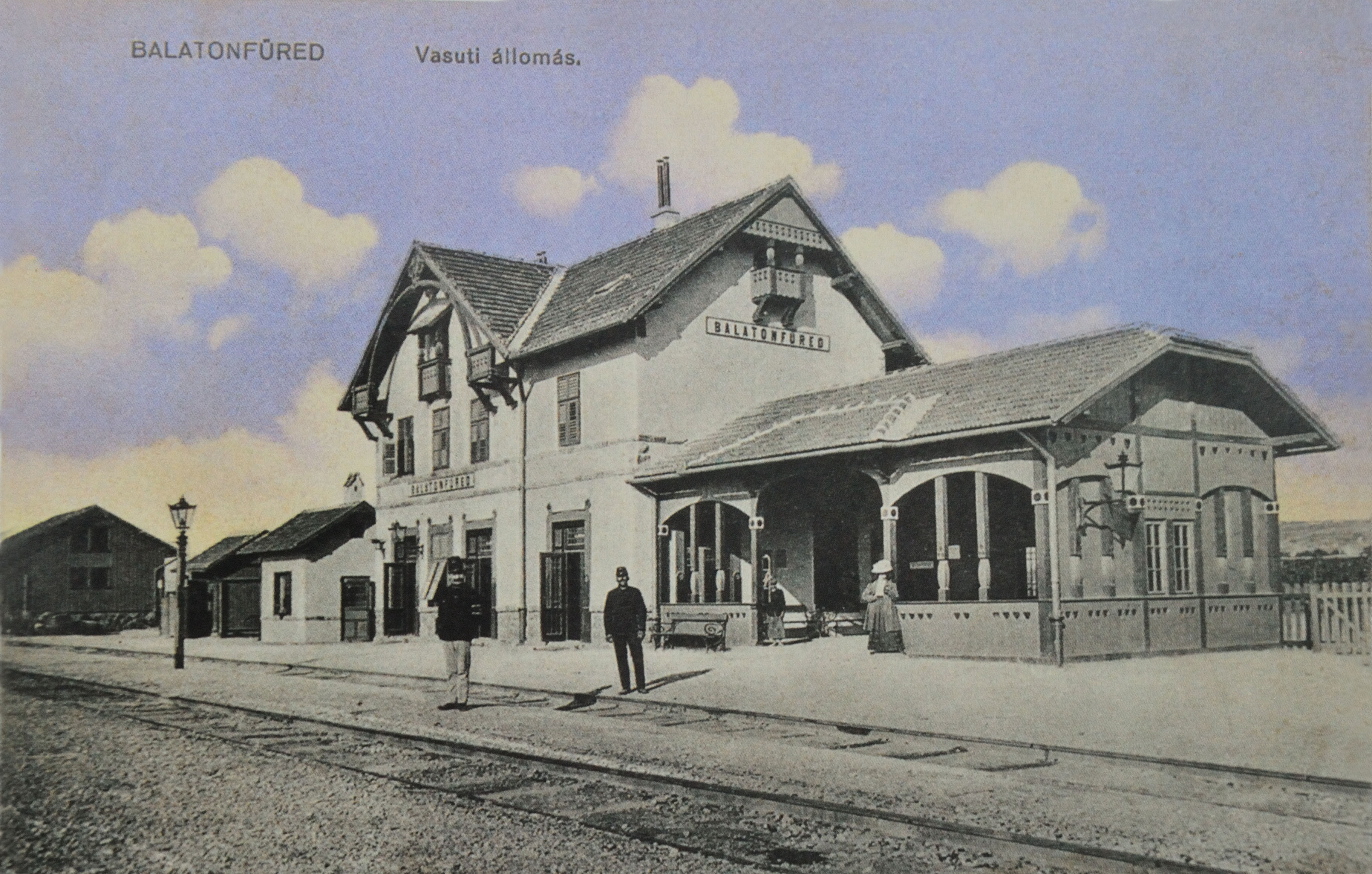
L'ancienne gare en 1910.

La principale voie de circulation traversant Balatonfüred est la route nationale 71, qui longe la rive nord du lac Balaton. Toutefois, le noyau historique de la ville s'est développé plus en hauteur, le long de l'actuelle rue Római (Római út), héritière d'un ancien itinéraire romain. Aujourd'hui, cette route est partiellement classée en voirie nationale sous différentes numérotations :
- la route 7221 relie Balatonarács à Csopak en passant par l'ancien tracé est de la Római út ;
- la 7303 assure la liaison entre le centre-ville et Aszófő à l'ouest ;
- la 7304 prolonge la 7303 vers Balatonszőlős et Tótvázsony ;
- la 71119 dessert la gare ferroviaire et la gare routière.

Balatonfüred est desservie par la ligne de chemin de fer Börgönd–Szabadbattyán–Tapolca, avec une gare principale et un arrêt secondaire à Balatonarács. La ligne est électrifiée jusqu'à la gare principale.
Un service d'autocars longue distance part de la gare routière située devant la gare ferroviaire, desservant les stations balnéaires voisines ainsi que les villes de Nagyvázsony, Veszprém, Győr et Hévíz.
Le port de Balatonfüred connaît une importante activité saisonnière : en été, des bateaux réguliers partent chaque jour à destination de Tihany, Siófok, Balatonföldvár et d'autres villes du lac Balaton.

## Économie
Balatonfüred fonde son développement économique sur sa vocation de station thermale et balnéaire, appuyée par de nombreuses institutions médicales, hôtelières et touristiques. La ville bénéficie également d'une tradition viticole ancienne, d'un réseau de transformation du vin local, d'une activité industrielle légère (notamment la construction navale), ainsi que d'un tissu dense d'équipements publics et de services liés à son statut urbain. Ces différents secteurs confèrent à la commune une économie diversifiée et résiliente.
Depuis la privatisation des années 1990, son réseau commercial et de services s'est fortement développé et modernisé. L'ouverture en 2010 du plus grand centre commercial de la région a renforcé cette dynamique. La ville joue un rôle structurant dans l'organisation du tourisme pour les communes environnantes.
Son infrastructure urbaine a connu une croissance rapide grâce à l'autonomie municipale instaurée par la réforme des collectivités. Balatonfüred dispose d'un réseau de gaz naturel, de télécommunications modernes, de marchés couverts et de plusieurs pôles d'approvisionnement. Les anciennes zones de jardins privés (zártkert) tendent à s'urbaniser progressivement et s'intègrent désormais à l'espace bâti central.
Balatonfüred exerce une fonction de centralité sur une zone s'étendant à Tihany, aux localités côtières voisines, ainsi qu'aux villages du Haut Balaton. Grâce à sa population stable et importante, la ville est dotée d'un réseau d'équipements à vocation régionale, comme un bureau du cadastre et divers opérateurs de services.
Autrefois, le chantier naval de Balatonfüred constituait le principal employeur local. Aujourd'hui, ce rôle est plutôt occupé par les hôtels et l'hôpital de cardiologie. La ville abrite également trois entreprises de construction, deux établissements de transformation de viande, et deux sociétés de transport routier, dont l'une exploite un parc de 65 camions avec centre de maintenance et station d'inspection technique.
La ville dispose de trois plages, d'un camping, de plusieurs ports de plaisance, d'un nouveau terminal pour les bateaux de passagers, ainsi que d'un site en reconstruction dédié au service d'hélicoptère de secours balatonique.

## Organisation administrative
L'organisation urbaine s'articule autour de deux noyaux : la ville basse, en bord de lac, centrée autour de la jetée et des établissements thermaux (Fürdőtelep) ; la ville haute, plus ancienne, organisée autour des églises blanche et rouge, bordée de ruelles commerçantes et résidentielles à l'atmosphère pittoresque.

## Patrimoine local

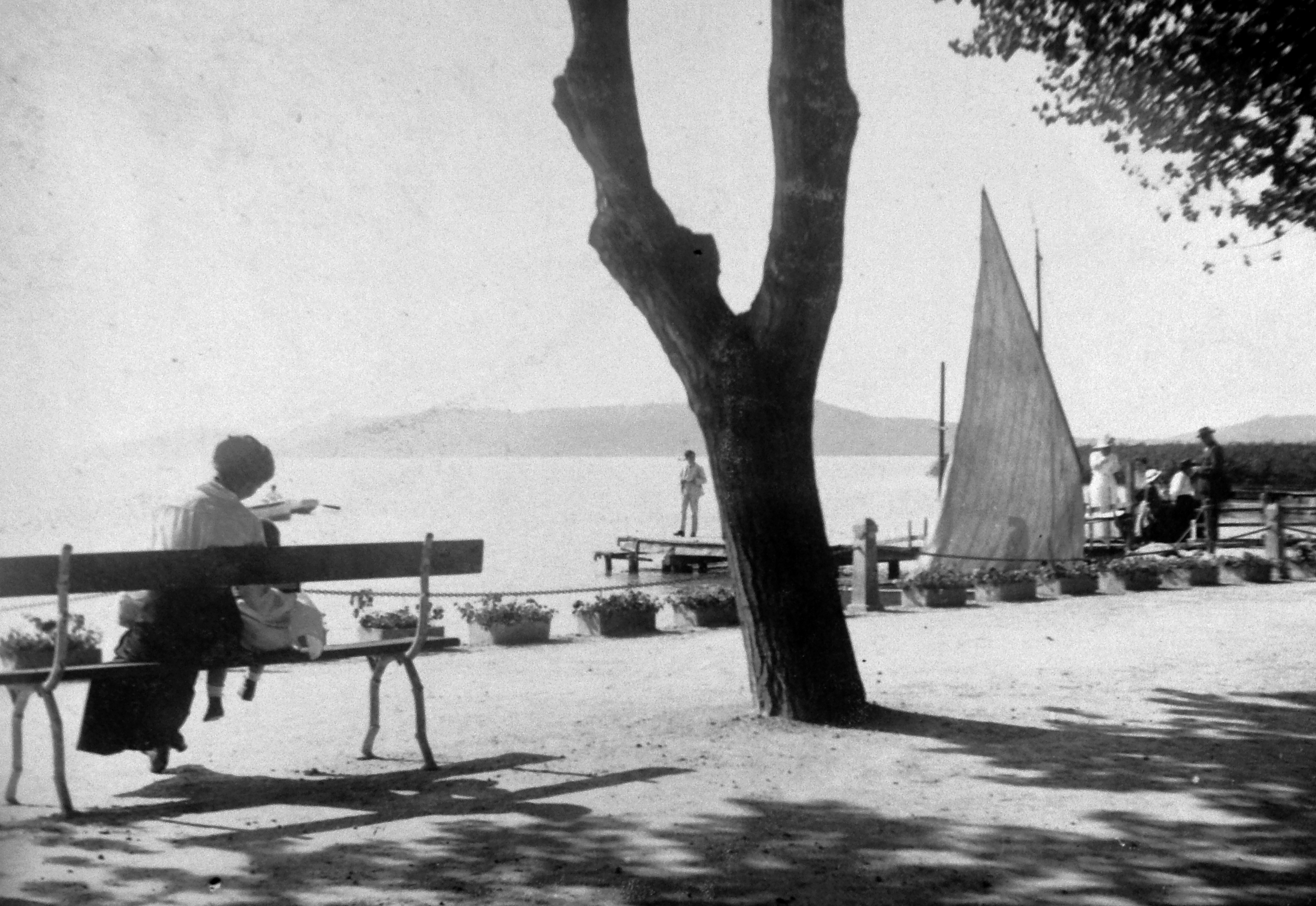
Le Tagore sétány.

Balatonfüred conserve un riche patrimoine architectural et culturel, façonné par son histoire thermale, littéraire et aristocratique. La tradition balnéaire s'est développée autour des sources minérales connues depuis le XVIIe siècle et officiellement reconnues en 1772. Parmi elles, la source Kossuth, aménagée dans un pavillon néoclassique, et la source Berzsenyi demeurent emblématiques. De nombreuses fontaines, encore actives, jalonnent la ville, notamment à la sortie vers Tihany, où les habitants viennent puiser une eau réputée pour sa richesse en minéraux.
Le Tagore-sétány, promenade en bord de lac, doit son nom au poète indien Rabindranath Tagore, soigné à Balatonfüred en 1926. Il y planta un arbre en signe de gratitude, donnant naissance à une tradition perpétuée par d'autres personnalités, dont plusieurs prix Nobel, artistes, astronautes ou chefs d'État. Cette allée, bordée de statues et de plaques commémoratives, devient chaque été le cœur des animations populaires, notamment les Semaines du vin.

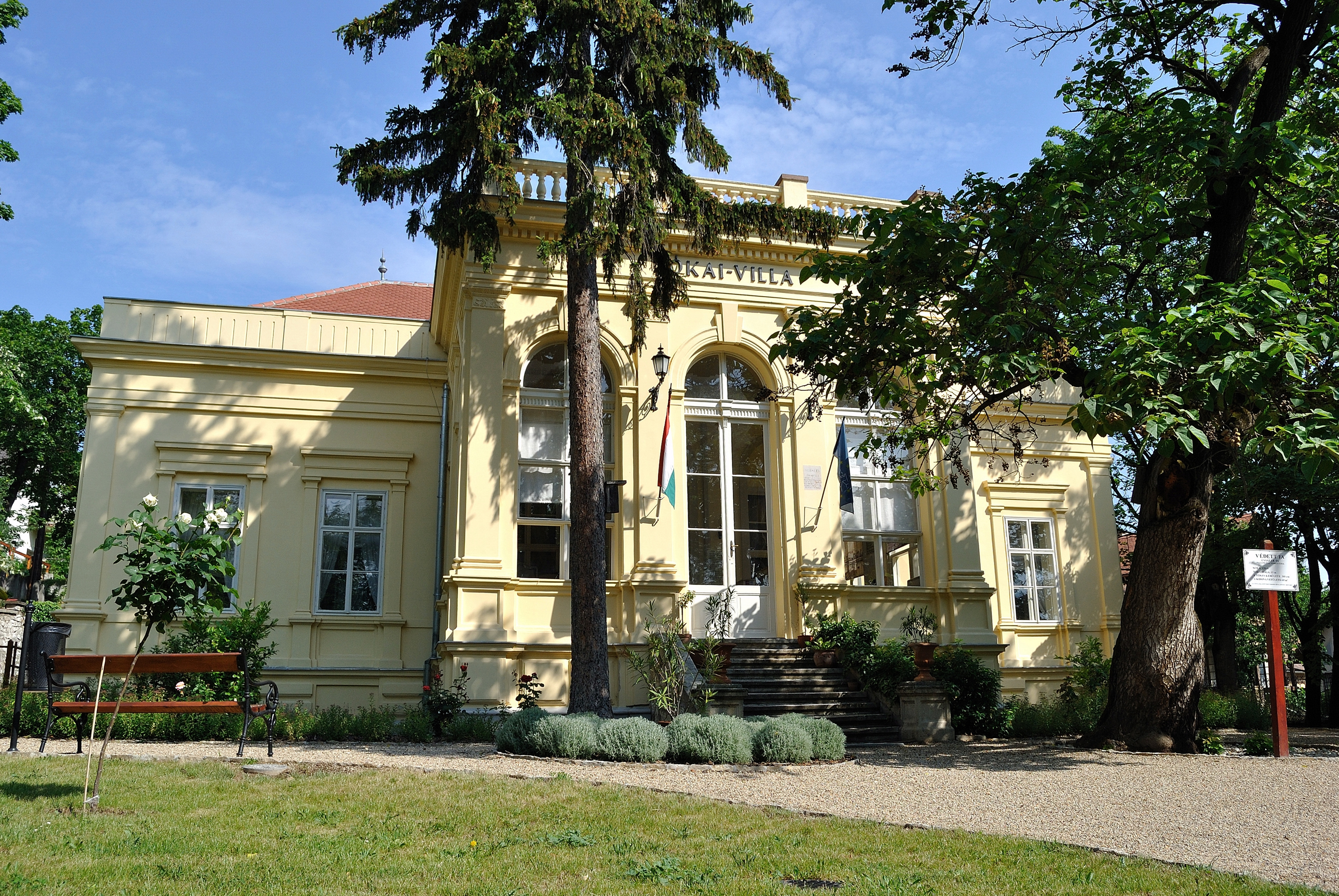
La ville Jókai.

Le patrimoine bâti de la ville reflète son passé thermal et mondain. Parmi les édifices notables figurent la villa de Mór Jókai, devenue musée, la villa de la cantatrice Lujza Blaha, aujourd'hui hôtel, et plusieurs anciennes résidences aristocratiques transformées en établissements publics, comme le palais Széchényi, l'hôpital thermal ou l'actuel hôtel Anna Grand. Le théâtre hongrois fondé en 1831 fut le premier en langue hongroise en Transdanubie ; ses colonnes subsistent dans un bois voisin. Plusieurs maisons de style copf, bâtiments postaux ou anciens clubs de yachting témoignent de l'élégance classique du XIXe siècle.
La ville abrite également trois églises majeures : l'église catholique dite « rouge », construite en grès local non enduit ; l'église réformée blanche, voisine de la précédente ; et l'église circulaire, de style néoclassique. Une église évangélique contemporaine et une maison de culte de l'Église de la Foi complètent ce paysage religieux diversifié.
Parmi les éléments vernaculaires et naturels dignes d'intérêt figurent les maisons paysannes traditionnelles du quartier de Siske, la grotte Lóczy et le belvédère Jókai dans la vallée de Koloska. Le patrimoine funéraire n'est pas en reste, avec le tombeau du géographe Lajos Lóczy dans le cimetière d'Arács.

## Vie sportive
La ville est réputée pour son club de handball, le Balatonfüredi KSE. Balatonfüred dispose d'un stade de football et, depuis 2004, d'un centre de conférences et de sports qui comprend une salle de cinéma. Une nouvelle piscine municipale a été inaugurée en 2017.

## La localité dans les représentations
Balatonfüred occupe une place importante dans l'imaginaire littéraire et cinématographique hongrois. L'un des témoignages les plus marquants est celui de Károly Eötvös, qui consacre un chapitre entier à la ville dans son œuvre Voyage autour du Balaton (1875), un recueil d'anecdotes et d'impressions sur les lieux visités lors de son périple. La ville est aussi le décor de la nouvelle Le Diable à Füred (A Sátán Füreden) d'István Örkény, et elle apparaît en toile de fond dans le célèbre roman L'Homme de l'or (Az arany ember), écrit par Mór Jókai dans sa villa de Balatonfüred, où il situe une partie de l'intrigue sur les rives du Balaton.
Au cinéma, Balatonfüred est étroitement associée au personnage de Csöpi Ötvös, policier truculent imaginé et incarné par István Bujtor, grand amateur de voile et fidèle de la ville. Plusieurs films populaires de cette série humoristique y ont été tournés, et une statue de Bujtor le représente à la barre de son voilier Rabonbán II, tourné vers le vent du Bakony, sur la promenade au bord du lac. Balatonfüred a servi de décor à de nombreux autres films hongrois, dont La Madone païenne (A Pogány Madonna), Pas de panique, Le Dollar ensorcelé, Le Bébé est faux, la série des Sang de flic et limace, ainsi que les longs-métrages Liliomfi, Tibor vagyok, de hódítani akarok!, Fény és Árnyék, A veréb is madár (1969), et la mini-série pour la jeunesse Egynyári kaland (2015).

## Jumelages
| Ville | Ville     | Pays | Pays      |
| ----- | --------- | ---- | --------- |
|       | Arpino    |      | Italie    |
|       | Castricum |      | Pays-Bas  |
|       | Covasna   |      | Roumanie  |
|       | Germering |      | Allemagne |
|       | Kouvola   |      | Finlande  |
|       | Opatija   |      | Croatie   |

## Personnalités liées à la localité
Plusieurs figures marquantes de la vie intellectuelle, artistique, scientifique et sportive hongroise ont été liées à Balatonfüred par leur résidence, leur activité ou leur naissance. Dès 1785, le docteur Manes József Österreicher fut le premier médecin thermal de la ville, contribuant à la reconnaissance des vertus thérapeutiques locales.
Au XXe siècle, l'écrivain et historien de la culture Gábor Lipták (1912–1985), spécialiste du patrimoine du Balaton, fit de sa maison de Balatonfüred un lieu central de la vie littéraire hongroise, fréquenté par de nombreux auteurs et artistes. L'écrivain Tibor Déry y passa aussi ses étés pendant les quinze dernières années de sa vie, dans sa maison située sur le mont Tamás.
La ville fut également le lieu de vie ou de formation d'Éva Ihász-Kovács (née en 1930), poétesse et rédactrice honorée du titre de Dame de la culture hongroise ; d'Imre Mikusi, professeur de mathématiques au lycée ; et de Sándor Peremartoni Nagy, ingénieur et auteur technique.
Parmi les personnalités sportives, on peut citer Viktória Pataki (née en 1966), première championne nationale hongroise de boxe féminine en 1996 dans la catégorie des 51 kg, puis championne d'Europe professionnelle sous les couleurs du club allemand Universum. Zoltán Horváth (1937-), escrimeur spécialiste du sabre, champion olympique, quatre fois champion du monde, est né à  Balatonfüred.
Enfin, la journaliste et présentatrice Katalin Tarnai, connue du grand public comme speakerine de la télévision hongroise, réside dans le quartier d'Arács.